# Furmaniec
Furmaniec (313 m) – wzniesienie na Pogórzu Ciężkowickim. Wznosi się po północno-wschodniej stronie centrum miasta Tuchowa. Prowadzi przez niego droga z Tuchowa do Zalasowej, oraz czarny szlak turystyki pieszej i szlak turystyki rowerowej. Na mapie Miega z XVIII w. oznaczona jest jako Kosawa Góra.
W gwarze góralskiej słowa fruhaniec lub furmaniec oznaczają bity gościniec.
Furmaniec jest niemal całkowicie bezleśny, dzięki temu jest doskonałym punktem widokowym. Większą część panoramy zajmują pobliskie Pasmo Brzanki oraz pasmo Wału i Lubinki, ale panorama widokowa obejmuje tereny od Beskidu Niskiego po Beskid Wyspowy, przy dobrej widoczności widoczne są także Tatry. Zamontowano tablicę z opisem panoramy widokowej. Na szczycie Furmańca znajduje się także duży krzyż metalowy z napisem „Wykonało się” oraz miejsce biwakowe.
W czasie I wojny światowej takie bezleśne wzgórza stanowiły doskonały punkt obserwacyjny i obronny. Strategiczne znaczenie tego wzgórza docenili Rosjanie i w czasie I wojny światowej założyli na nim obsadzone dużą ilością żołnierzy pozycje obronne: okopy, transzeje i drut kolczasty. 3 maja 1915 r.  żołnierze armii austro-węgierskiej ponosząc duże straty zdobyli wzgórze. W czasie walk o to wzgórze poległo 234 żołnierzy. Pochowani są na szczycie wzgórza na cmentarzu wojennym nr 163. Austriacy wybudowali go po wypędzeniu Rosjan dalej na wschód. Przyjęli zasadę, by cmentarze wojenne budować bezpośrednio na polu walki. 
Szlaki turystyczne
 Tuchów (parking przy klasztorze redemptorystów) – Furmaniec. Czas przejścia 25 min, ↓20 min